# 8648 Salix
A 8648 Salix (ideiglenes jelöléssel 1989 RJ) a Naprendszer kisbolygóövében található aszteroida. Eric Walter Elst fedezte fel 1989. szeptember 2-án.